# Filzröhrlinge
Die Filzröhrlinge (Xerocomus) sind eine Pilzgattung aus der Familie der Dickröhrlingsverwandten (Boletaceae). Die einst artenreiche Gattung umfasst heute nur noch die Ziegenlippe (Xerocomus subtomentosus) und nah verwandte Arten (siehe Systematik).
Die Typusart ist die Ziegenlippe (Xerocomus subtomentosus).

## Merkmale

### Makroskopische Merkmale
Die Filzröhrlinge bilden mittelgroße Fruchtkörper. Sie besitzen eine trockene, matte und filzige Hutoberfläche, die feucht weder schleimig noch klebrig ist. Die Röhren werden höchstens 15 mm lang. Sie sind an der Stielspitze fast angewachsen oder ausgebuchtet und laufen mit einem Zahn herab. Jung sind die Röhren gelb oder gelb-ocker, später ockerfarben, oliv-gelb oder oliv-bräunlich. Sie blauen im Anschnitt oder bleiben unverändert. Die Poren/Röhrenmündungen sind wie die Röhren oder in einigen Fällen mehr ockerlich oder bräunlich gefärbt. Im Alter sind sie eckig, relativ groß (ca. 1–3 mm) und blauen auf Druck oder bleiben unverändert. Das Sporenpulver hat eine oliv-braune Farbe. Der Stiel ist relativ schlank, nicht genetzt oder hat – insbesondere im oberen Teil – ein mehr oder weniger deutliches Netz aus länglichen Maschen, die manchmal wie Längsrippen aussehen. Reste eines Velums oder ein Ring (Annulus) fehlen. Das untere Stielende ist mit einem Basalfilz aus wirren Fasern bekleidet, der eine weißliche, hellgelbliche oder gelbe Farbe hat. Die Myzelstränge an der Basis sind manchmal bis hin zu leuchtend Gelb gefärbt. Das Fleisch (Trama) ist gelb, schwach gelblich, weißlich oder hellcremefarben, in der Stielbasis manchmal bräunlich und in der Regel nicht fest. Im Anschnitt oder auf Druck blaut es zum Teil, insbesondere oberhalb der Röhren, oder bleibt unverändert.

### Mikroskopische Merkmale
Die Hutdeckschicht ist in einem frühen Stadium ein Trichoderm aus mehr oder weniger miteinander verflochtenen, ungleich langen und zunächst abstehenden Pilzfäden (Hyphen), das später allmählich kollabiert. Die trichodermalen Elemente bestehen mehr oder weniger aus zylindrischen Endzellen, obwohl in einigen Fällen auch eine kleinere Anzahl von leicht verbreiterten Endzellen auftreten können. Sie sind nicht gelatinisiert und haben meist keine deutlichen Inkrustationen. Allerdings sind die Hyphen in der Gewebeschicht unter dem Trichoderm manchmal inkrustiert.
Die Röhrentrama ist blätterröhrlingsartig (phylloporoid) aufgebaut, ohne eine ausgeprägte Gelifizierung der seitlichen Schichten. Jene Schichten bestehen aus schwach auseinandergehenden, in allen Entwicklungsstadien dicht angeordneten und sich berührenden oder meist berührenden Pilzfäden (Hyphen). In mit Kongorot gefärbten mikroskopischen Schnitten gibt es keine auffallende Farbdifferenz zwischen den Schichten der Röhrentrama. Die seitlichen Schichten sind gleich rot oder nahezu in der gleichen Intensität wie die mittleren Schichten gefärbt.
Die Sporen haben eine dickröhrlingsartige (boletoide) Form: in der Vorderansicht annähernd spindelig oder spindelig-elliptisch und im Seitenprofil mit einer flachen suprahilaren Depression (Hilarfleck). Die Sporenoberfläche ist bacillat, das heißt im Sekundärelektronenmikroskop sieht sie aus, als wäre sie mit stabförmigen Bakterien (Bazillen) bedeckt. Diese feine, aber charakteristische Ornamentik ist bei der Ziegenlippe mit einer ca. 10000- oder 15000-fachen Vergrößerung zu erkennen, beim Braunen Filzröhrling mit einer 30000-fachen oder höheren Vergrößerung.
Ein wesentlicher Teil der Stiels ist von einer Fruchtschicht (Kaulohymenium, also die Fruchtschicht am Stiel) mit vereinzelten, fruchtbaren Kaulobasidien bedeckt. In einem frühen Stadium wird das Kaulohymenium aus einer geschlossenen, ununterbrochenen Hymenialschicht gebildet, das jedoch in der weiteren Entwicklung allmählich in kleine Inseln aus Kaulohymenium-Elementen zerfällt, die makroskopisch auf der Stieloberfläche wie winzige flockige Körnchen aussehen. In der oberen Stielhälfte junger Fruchtkörper ist manchmal unter dem Kaulohymenium eine nicht-gelatinisierte seitliche Stielschicht ausgebildet, die sich von der längs verlaufenden Stieltrama durch ihre divergierenden und locker angeordneten Hyphen unterscheidet.
An den Stellen zwischen den Rippen des Stielnetzes ist die seitliche Schicht bei der Ziegenlippe bis zu 80(-120) µm und beim Braunen Filzröhrling bis zu 200 µm dick. An den Rippen des Stielnetzes wird die seitliche Schicht manchmal auch dicker. In weiteren Entwicklungsstadien verliert diese seitliche Schicht ihre lockere und divergierende Anordnung, wird nach und nach weniger ausgeprägt und verschwindet schließlich. Manchmal bleiben Reste dieser Schicht in den Stegen des Stielnetzes bis ins Alter bestehen. (Anmerkung: Da die seitliche Stielschicht der Filzröhrlinge am besten in einem frühen Stadium entwickelt ist, sollte sie vorwiegend bei jungen Fruchtkörpern untersucht werden. Darüber hinaus wird die Ausprägung der seitlichen Stielschicht ziemlich oft von ungünstigen Witterungsbedingungen beeinflusst. Bei trockener Witterung wird diese Schicht manchmal überhaupt nicht entwickelt.) Die Stieltrama besteht aus dichten, längs angeordneten Hyphen. Die Oberfläche des Stielbasis ist steril.
In den Fruchtkörpern konnten keine Schnallenverbindungen an den Querwänden (Septen) der Pilzfäden beobachtet werden.

## Ökologie
Filzröhrlinge sind Mykorrhizapilze, die mit verschiedenen Laub- und Nadelbäumen in Symbiose leben. Viele Arten können mit verschiedenen Baumarten zusammenleben.

## Arten
Von den Filzröhrlingen im engeren Sinne kommen in Europa vier Arten vor:
| Filzröhrlinge im engeren Sinne (Xerocomus s. str.) in Europa |                         |                                                 |
| \| Deutscher Name \| Wissenschaftlicher Name \| Autorenzitat \| \| -------------------------- \| ----------------------- \| ----------------------------------------------- \| \| Gelbliche Ziegenlippe \| Xerocomus chrysonemus \| A.E. Hills & A.F.S. Taylor 2006 \| \| Brauner Filzröhrling \| Xerocomus ferrugineus \| (Schaeffer 1774) Alessio 1985 \| \| Purpurbrauner Filzröhrling \| Xerocomus silwoodensis \| Taylor, Hills, Simonini, Muñoz & Eberhardt 2007 \| \| Ziegenlippe \| Xerocomus subtomentosus \| (Linnaeus 1753 : Fries 1821) Quélet 1888 \| |                         |                                                 |
| Deutscher Name | Wissenschaftlicher Name | Autorenzitat                                    |
| Gelbliche Ziegenlippe | Xerocomus chrysonemus   | A.E. Hills & A.F.S. Taylor 2006                 |
| Brauner Filzröhrling | Xerocomus ferrugineus   | (Schaeffer 1774) Alessio 1985                   |
| Purpurbrauner Filzröhrling | Xerocomus silwoodensis  | Taylor, Hills, Simonini, Muñoz & Eberhardt 2007 |
| Ziegenlippe | Xerocomus subtomentosus | (Linnaeus 1753 : Fries 1821) Quélet 1888        |

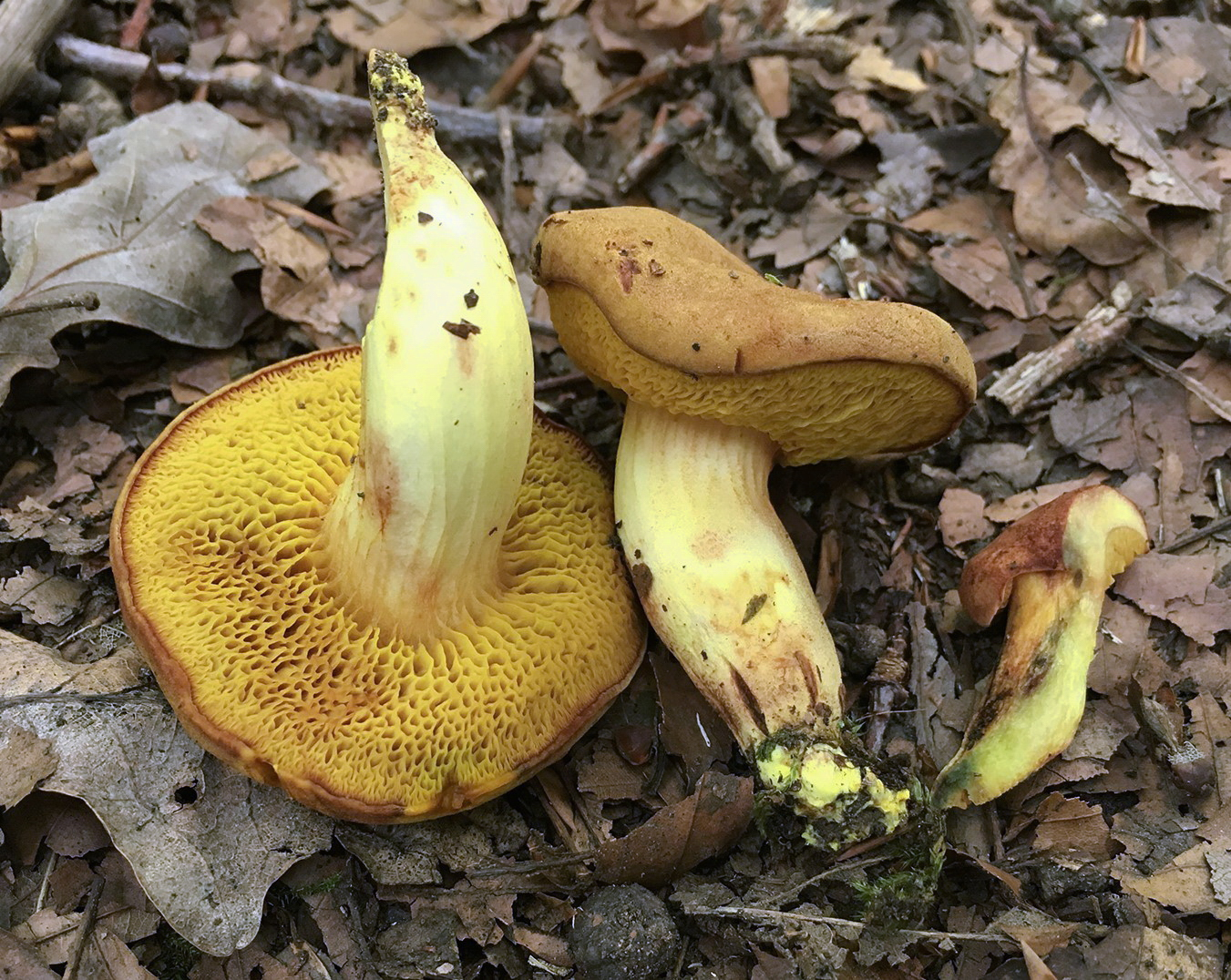
Gelbliche Ziegenlippe Xerocomus chrysonemus
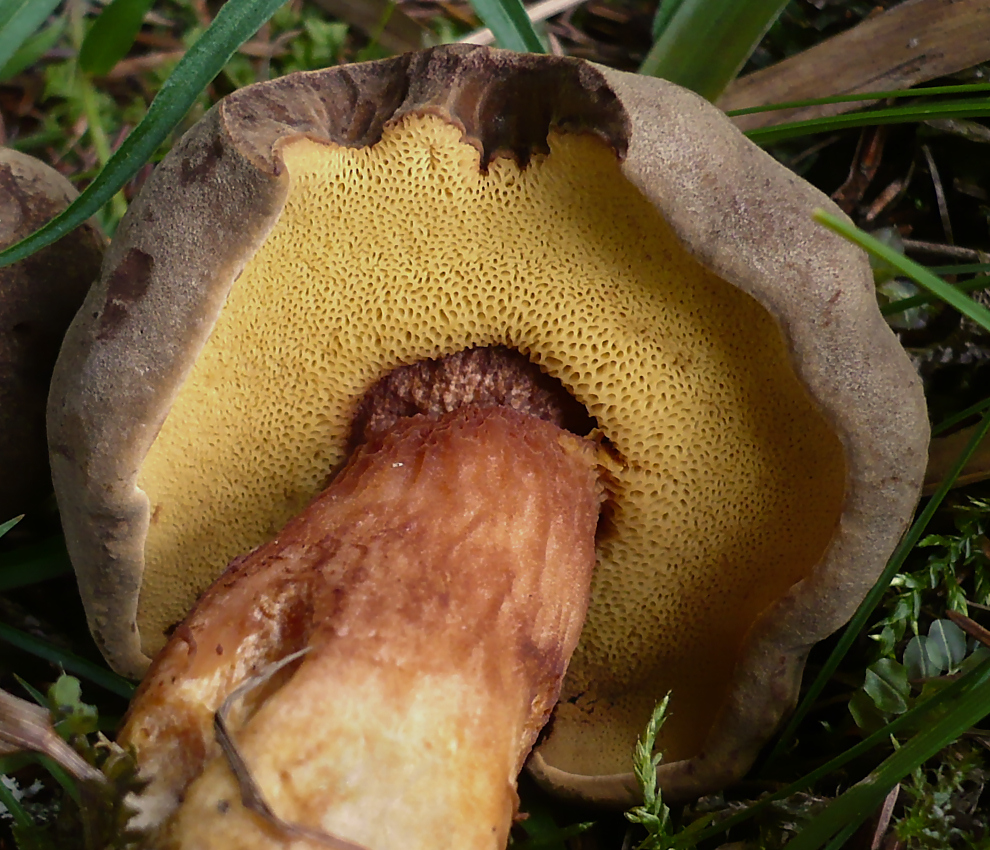
Brauner Filzröhrling Xerocomus ferrugineus
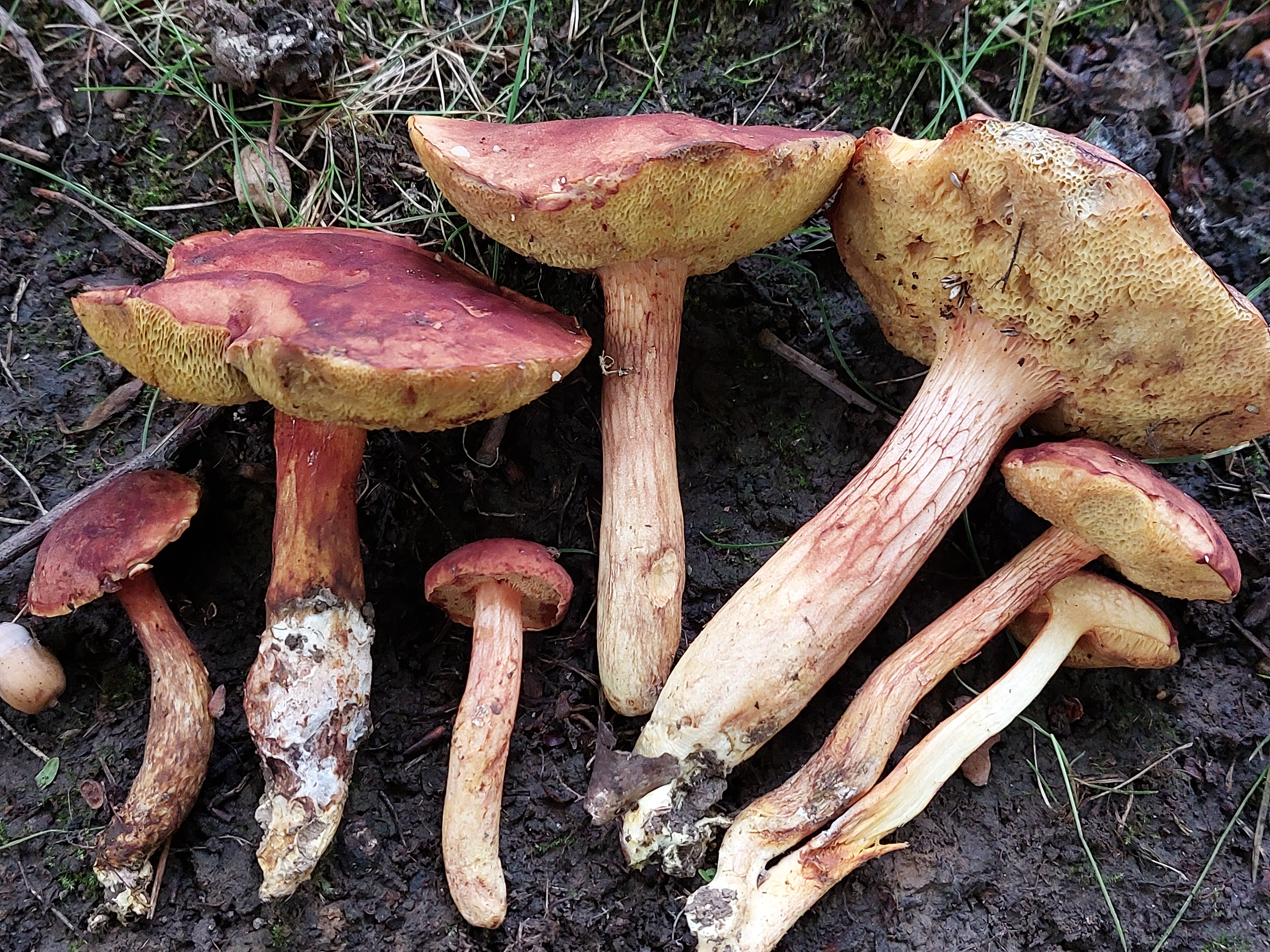
Purpurbrauner Filzröhrling Xerocomus silwoodensis
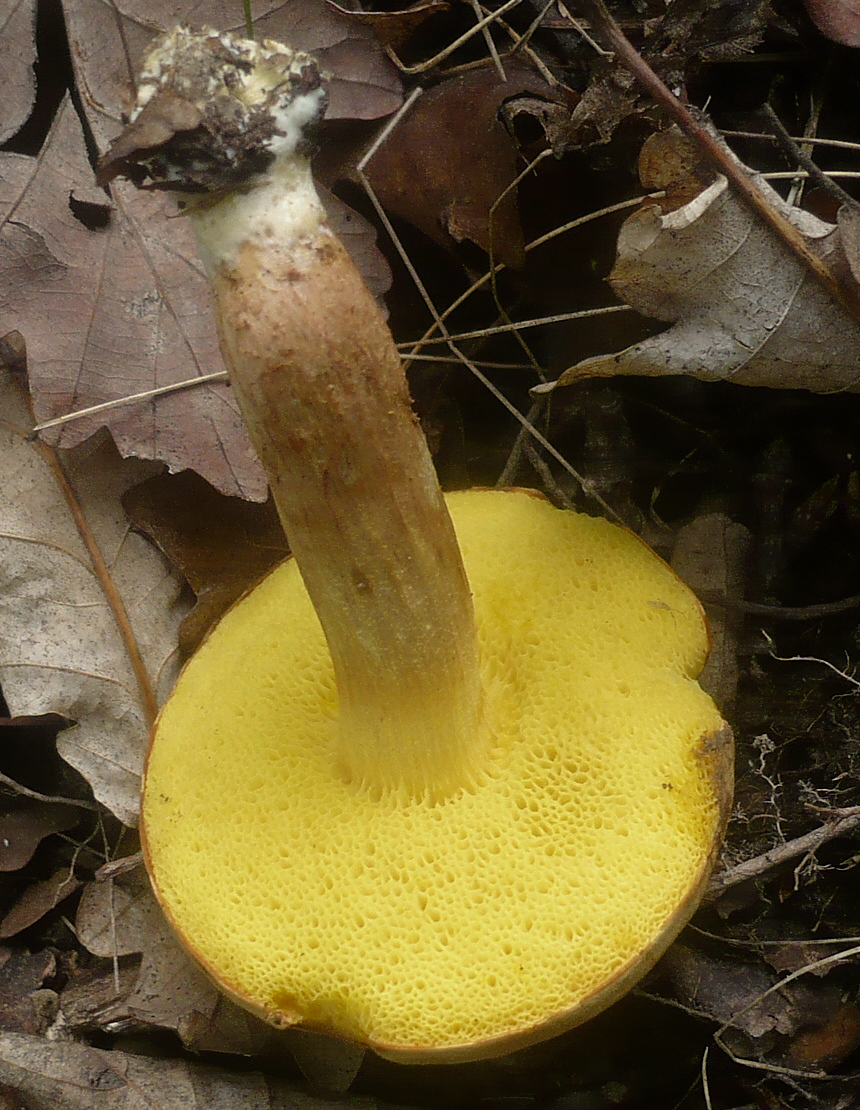
Ziegenlippe Xerocomus subtomentosus

## Systematik
Die Filzröhrlinge im engeren Sinne umfassen die Ziegenlippe (Xerocomus subtomentosus) und nahe verwandten Arten. Die Artengruppe um den Maronen-Röhrling (X. badius) wurde in die Gattung Imleria transferiert. Der Parasitische Röhrling wird in der Gattung Schmarotzerröhrlinge (Pseudoboletus) geführt. Das Europäische Goldblatt gehört zur artenreichen Gattung der Blätterröhrlinge (Phylloporus). Für den Gemeinen Rotfußröhrling (X. chrysenteron) und Verwandte wurde die Gattung Rotfußröhrlinge (Xerocomellus) aufgestellt, der Blutrote Filzröhrling (X. rubellus) und der Blassgelbbraune Filzröhrling (X. bubalinus) aber inzwischen in die Gattung Hortiboletus (auf Deutsch „Park-/Gartenröhrlinge“) und der Aprikosenfarbene Filzröhrling (X. armeniacus) sowie Pfirsichfarbene Filzröhrling (X. persicolor) in die Gattung Rheubarbariboletus (auf Deutsch „Rhabarberröhrlinge“) ausgegliedert. Für die mediterranen Arten Büscheliger Filzröhrling (X. ichnusanus) und Rosenhütiger Filzröhrling (X. roseoalbidus) wurden die Gattungen Alessioporus und Pulchroboletus beschrieben. Der Mährische Filzröhrling (X. moravicus) zählt inzwischen zu den Goldporröhrlingen (Aureoboletus). Die Zugehörigkeit des Dattelbraunfleckenden Filzröhrlings (X. spadiceomaculans) ist hingegen unklar.

## Bedeutung

### Speisewert
Viele Filzröhrlinge sind essbar, von selteneren Arten ist der Speisewert unbekannt.

### Etymologie
Die Gattungsbezeichnung Xerocomus leitet sich von den griechischen Wörtern xeròs „trocken“ und kòme „Haar, Schopf“ ab und bezieht sich auf die trockene, meist samtig-filzige Hutoberfläche der Fruchtkörper.